# Братухин, Иван Афанасьевич
Ива́н Афана́сьевич Брату́хин (1911—1971) — советский инженер-конструктор, участник советского атомного проекта, лауреат Сталинской премии третьей степени (1953).

## Биография
Родился 3 сентября 1911 года в Перми. Окончил МИФИ (1956).
- 1928—1932 — слесарь, помощник машиниста паровоза Пермской железной дороги.
- 1932—1936 — помощник механика Камского речного пароходства (Молотов).
- 1936—1938 — служба в РККА
- 1938—1939 — конструктор УКС завода № 172 (Молотов).
- 1939—1948 — конструктор, ст. конструктор завода № 10 (Молотов).

С 1948 года старший инженер-конструктор, начальник конструкторского отдела сектора КБ-11 (Арзамас-16).
В 1957—1967 годах зам. гл. конструктора СКБ на заводе «Электрохимприбор».
Участник разработки ядерных боеприпасов, решения вопросов газодинамики взрывчатых веществ.

## Награды и премии
- Сталинская премия третьей степени (1953) — за разработку конструкции основных узлов изделий РДС-6с, РДС-4 и РДС-5.
- два ордена Трудового Красного Знамени (1953, 1956)
- орден «Знак Почёта» (1956)
- медали